# Paddy Barnes
Pour les articles homonymes, voir Barnes.
Paddy Barnes est un boxeur irlandais né le 9 avril 1987 à Belfast.

## Carrière
Sa carrière amateur est notamment marquée par deux médailles de bronze remportées aux Jeux olympiques de Pékin en 2008 et de Londres en 2012 et par un titre de champion d'Europe à Moscou en 2010 dans la catégorie poids mi-mouches. Passé professionnel en 2016 en poids mouches, il affronte le 18 août 2018 le champion WBC Cristofer Rosales lors de son 6e combat et s'incline par KO au 4e round.
Le 21 novembre 2019, il annonce mettre un terme à sa carrière de boxeur.

## Palmarès

### Jeux olympiques
- Médaille de bronze en -48 kg en 2012 à Londres, Royaume-Uni[2]
- Médaille de bronze en -48 kg en 2008 à Pékin, Chine

### Championnats d'Europe amateur de boxe
- Médaille d'or en -48 kg en 2010 à Moscou, Russie

### Jeux du Commonwealth
- Médaille d'or en -49 kg en 2014 à Glasgow, Écosse
- Médaille d'or en -49 kg en 2010 à New Delhi, Inde

## Référence
1. ↑  (en) « Irish Olympic medalist Paddy Barnes retires from boxing », sur rte.ie, 21 novembre 2019 (consulté le 23 novembre 2019).
2. ↑  « Les qualifiés européens pour Londres », sur eubc-boxing.org (consulté le 20 mai 2012).